# Corneilla-de-Conflent
Corneilla-de-Conflent (Catalaans: Cornellà de Conflent) is een gemeente in het Franse departement Pyrénées-Orientales (regio Occitanie). De plaats maakt deel uit van het arrondissement Prades. Corneilla-de-Conflent telde op 1 januari 2022 532 inwoners.

## Geografie
De oppervlakte van Corneilla-de-Conflent bedroeg op 1 januari 2022 11,02 vierkante kilometer; de bevolkingsdichtheid was toen 48,3 inwoners per km².

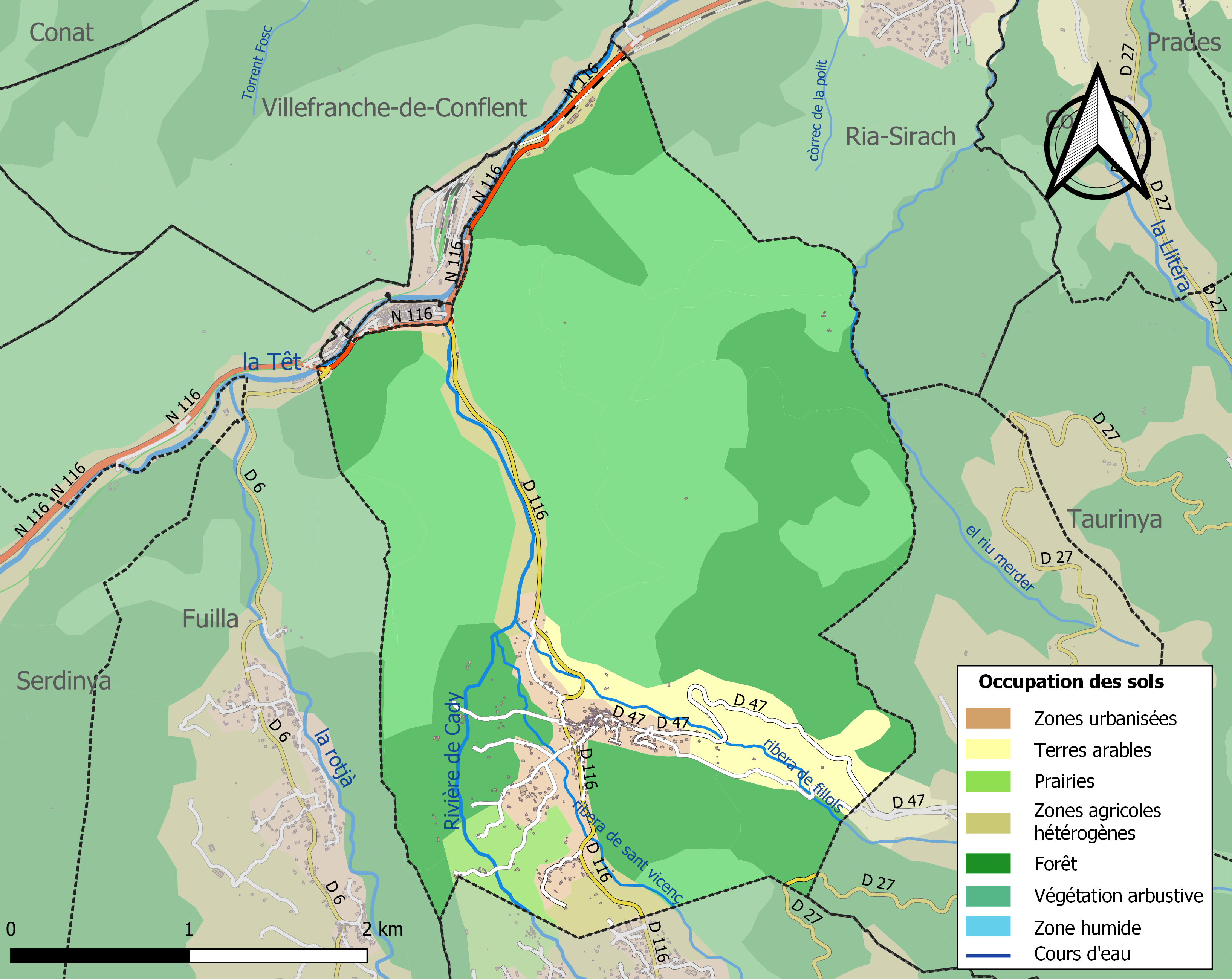
Kaart van de gemeente met de belangrijkste infrastructuur, bodemgebruik en omliggende gemeenten

## Demografie
Onderstaande figuur toont het verloop van het inwonertal (bron: INSEE-tellingen).